# Мазо Соломон Самойлович
Соломон Самойлович Мазо (7 червня 1900, Двінськ, Вітебська губернія, Російська імперія — 4 липня 1937, Харків, СРСР) — співробітник ЧК-ОГПУ-НКВС СРСР, комісар державної безпеки 3-го рангу (1935). Начальник Управління НКВС Харківської області. Кандидат у члени ЦК КП(б)У в січні 1934 — липні 1937 р.

## Життєпис

### Ранні роки
Народився в єврейській родині комісіонера-посередника. З 1908 по 1915 рік навчався в гімназії міста Двінська, з 1915 по 1918 рік — у 5-й гімназії міста Харкова. Давав приватні уроки в Харкові з 1916 по 1918, у 1917 році працював касиром-конторником у приватних конторах Харкова. У 1918 році навчався на юридичному факультеті Харківського університету.
Співробітник відділу особового складу Харківської повітової ради народного госпоодарства з січня 1919. Член РКП(б) з лютого 1919 року.
Служив у Комуністичному загоні ОСНАЗ з липня по серпень 1919, потім евакуювався до Києва, після чого перебрався до Москви. Працював секретарем газети Уральського обласного бюро ВРНГ в Єкатеринбурзі (вересень — жовтень 1919).
У РСЧА рядовий 5-го полку запасної армії з листопада 1919 по лютий 1920. З лютого по серпень 1920 року навчався у Вищій військовій школі РСЧА в Москві. Сівробітник ПУР Харківського військового округу і політичного відділу на Донбасі з вересня 1920 по квітень 1921.

### ВЧК-ОГПУ-НКВД
В органах ВЧК з квітня 1921 року — співробітник резерву особливого відділу (в квітні — липні 1921), помічник уповноваженого Харківської губернської ЧК (в липні — серпні 1921), уповноважений групи економічного відділу (в серпні — листопаді 1921), заступник завідувача економічного відділу (в листопаді 1921 — березні 1922) Харківської губернської ЧК. З березня по квітень 1922 року — начальник 2-ї групи секретного відділу, з квітня по травень 1922 року — помічник уповноваженого 6-ї групи секретного відділу, з травня по червень 1922 року — начальник військової групи секретного відділу Харківського губернського відділу ДПУ УСРР.
З 10 червня по 3 жовтня 1922 року —— начальник військово-польової цензури Харківського губернського відділу ДПУ. З 3 жовтня 1922 року по січень 1923 року — начальник відділу політичного контролю Харківського губернського відділу ДПУ.
З січня по серпень 1923 року —— секретар партійного осередку ДПУ УСРР. З серпня 1923 по 1924 рік —— начальник відділу політичного контролю ДПУ УСРР. З 1924 по січень 1926 року — начальник відділу секретно-оперативної частини  ДПУ УСРР. З січня 1926 по вересень 1930 року — помічник начальника економічного управління ДПУ Української СРР. Одночасно з квітня 1927 по грудень 1929 року — начальник 1-го відділення економічного управління ДПУ УСРР.
З 29 вересня 1930 по 10 липня 1934 року — начальник економічного управління ДПУ УСРР. З 10 липня 1934 по 17 жовтня 1936 року — начальник економічного відділу УДБ НКВС УСРР.
У складі оперативної-слідчої групи ДПУ УСРР під керівництвом заступника голови ДПУ УСРР К.Карлсона ліквідовував «контрреволюційну організацію» в сільському господарстві України (справа «Конденсатор-Незадовільні»).
З 17 жовтня 1936 по 4 липня 1937 року — начальник УНКВС по Харківській області.
Застрелився у своєму службовому кабінеті в Харкові 4 липня 1937 року.
У липні 1937 року на Пленумі ЦК КП(б)У виведений з кандидатів у члени ЦК «як недостойний» і посмертно виключений з ВКП(б).

## Звання
- комісар державної безпеки 3-го рангу (29.11.1935)

## Нагороди
- орден Червоного Прапора (3.04.1930)
- знак «Почесний працівник ВНК—ДПУ (V)» (1928)
- знак «Почесний працівник ВНК—ДПУ (XV)» (4.02.1933)